# Kızılcaören, Hamamözü
Kızılcaören là một xã thuộc huyện Hamamözü, tỉnh Amasya, Thổ Nhĩ Kỳ. Dân số thời điểm năm 2010 là 222 người.